# As If (album)
As If è il sesto album in studio del gruppo dance-punk statunitense !!!, pubblicato nel 2015.

## Tracce
Tutte le tracce sono state scritte e composte da Nic Offer.
1. All U Writers – 4:53
2. Sick Ass Moon – 4:21
3. Every Little Bit Counts – 3:14
4. Freedom! '15 – 6:00
5. Ooo – 3:44
6. All the Way – 4:36
7. Til the Money Runs Out – 4:31
8. Bam City – 3:25
9. Funk (I Got This) – 4:41
10. Lucy Mongoosey – 3:21
11. I Feel So Free (Citation Needed) – 8:39